# Kiln
Kiln és una concentració de població designada pel cens dels Estats Units a l'estat de Mississipi. Segons el cens del 2000 tenia 2.040 habitants.

## Demografia
Segons el cens del 2000, Kiln tenia 2.040 habitants, 782 habitatges, i 570 famílies. La densitat de població era de 59,1 habitants per km².
Dels 782 habitatges en un 34,5% hi vivien nens de menys de 18 anys, en un 56,6% hi vivien parelles casades, en un 11,8% dones solteres, i en un 27% no eren unitats familiars. En el 20,7% dels habitatges hi vivien persones soles el 5,6% de les quals corresponia a persones de 65 anys o més que vivien soles. El nombre mitjà de persones vivint en cada habitatge era de 2,61 i el nombre mitjà de persones que vivien en cada família era de 3,03.
Per edats la població es repartia de la següent manera: un 27,3% tenia menys de 18 anys, un 7,9% entre 18 i 24, un 29,9% entre 25 i 44, un 25% de 45 a 60 i un 10% 65 anys o més.
L'edat mediana era de 36 anys. Per cada 100 dones de 18 o més anys hi havia 98,4 homes.
La renda mediana per habitatge era de 38.125 $ i la renda mediana per família de 40.893 $. Els homes tenien una renda mediana de 32.768 $ mentre que les dones 21.850 $. La renda per capita de la població era de 16.351 $. Entorn del 19,5% de les famílies i el 21,1% de la població estaven per davall del llindar de pobresa.

## Poblacions més properes
El següent diagrama mostra les poblacions més properes.